# 丰田真由子
丰田真由子 (1974年10月10日—)， 日本政治家，前厚生省官员的。众议院代表（第二任）。无党派人士。 硕士学位（哈佛大学·2002年）。 自民党女副主任，青年局副主任，国会事务委员会委员等，内阁府大臣政务官（负责东京奥运会和残奥会），文部科学大臣政务官、复兴大臣政务官。2017年6月，日本《周刊新潮》杂志曝出44岁众议员丰田真由子殴打男秘书事件。
金融局总务规划局助理，日内瓦日本代表团外交官，以及厚生勞動省老年学部助理。

## 历史

### 早年
1974年 ，出生于千叶县。血型A型 。三姐妹中的第二个。就读于船桥立法典東小学 、桜蔭初级中学 、桜蔭高学校 。1993年进入东京大学。 前往法学院二级学院（公法课程），并获得佐佐木毅教授（现东京大学校长）政治学研讨会的指导。 

### 仕途
1997年，从东京大学法学系毕业后，进入厚生省 。2000年，作为政府奖学金学生进入哈佛大学，研究公共卫生。 2002年，获得了科学硕士学位。
曾在由社会事务局和卫生局重组中央机构设立的厚生勞動省工作。 自2003年起，协助金融服务局总务规划局保险规划处。 2007年，担任日内瓦国际组织日本政府代表处的外交官。 任职期间，长子在日内瓦，然后在巴黎生下了大女儿。 
2011年回国，担任老年支援科卫生部、劳动和福利部副司长。 由于东日本大地震的发生，负责撤离和临时房屋等老年人的福利政策。 

### 政治家

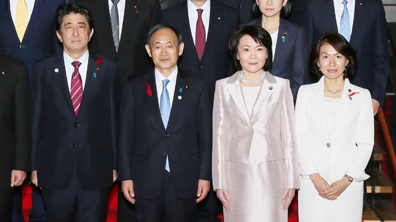
2015年10月9日，大臣政务官辞令交付后的纪念摄影。首相安倍晋三（左一），内阁官房长官菅义伟（左二），外务大臣政务官山田美树（右二）

从厚生劳动省退休后，自民党埼玉县立章通过。在第46届众议院议员2012年12月的大选中，获得埼玉县4区的自民党正式承认 ，首次当选 。
2014年，选票遥遥领先第47届大选的其他候选人，得以连任。2015年10月9日，担任第三届安倍内阁（第一次改造）内阁府大臣政务官（负责东京奥运会）、文部科学大臣政务官、复兴大臣政务官。2017年6月22日， 《周刊新潮》 曝出44岁众议员丰田真由子殴打男秘书事件。8月10日被撤职。 

## 政治基金
- 据2013年报道，德州会医疗有限公司2012年向丰田的支援小组捐款150万日元。 [8]此金额已于2013年12月2日全额返还。 [9]

## “攻击”秘书的报道
根据丰田前任秘书记录在一辆车上的记录，《周刊新潮》在2017年6月22日报道丰田的“攻击”和“言语虐待”等。 
《周刊新潮》发表的声音包括“嚓ーーーーーー哦！”“你想我用铁管敲碎你的头吗！”等等。
虽然丰田的办公室有部分不同，但它承认了报告的内容， 丰田已经在同一天向自民党提交了通知。在报告的第二天，丰田的办公室遭到涂鸦损坏。 每日新闻报道，这份报告可能造成自民党在2017年市政选举中的失败。
据《周刊新潮》记者说，此事起因乃办公室的工作人员错误地向其的支持者提供了生日贺卡的地址。 此外，据说有一个口头上的猥亵言论。
6月22日，下村博文秘书长宣布，丰田心理不稳定，住院治疗。 
7月6日，有报道称前秘书提交受伤情况报告给埼玉县警察。 七月七日，埼玉县自民党政府宣布在当地总部接受党的通知的情况下，征集当地人民当选为招募人选。 
丰田于9月17日播出的广播《星期日先生》（富士电视剧）道歉并表达了当时的感觉。接下来的18日，在埼玉县的新座市举行了面向支持者的简报和新闻发布会，并且明确表示将参与十月份举行的第四十八届众议院大选。 

## 附属机构/议员协会
- 神道政治联合会议员会议 [28]
- 大家一起参拜靖国神社国会议员会